# لوئی اوتن
لوئی اوتن (هلندی: Louis Otten; ۵ نوامبر ۱۸۸۳ – ۷ نوامبر ۱۹۴۶) بازیکن فوتبال اهل هلند بود.